# Cesana Brianza
Cesana Brianza (San Fermo in dialetto brianzolo e semplicemente Cesana fino al 1863) è un comune italiano di 2 350 abitanti della provincia di Lecco in Lombardia.
È posto ai piedi del monte Cornizzolo nei pressi del lago di Pusiano. Fa parte della Comunità montana Lario Orientale - Valle San Martino. Tra i monumenti da ricordare la chiesa di San Fermo.

## Geografia fisica
Nell'ode La salubrità dell'aria (1759), Giuseppe Parini canta:
«Oh beato terreno
                                                                                                                                                                                                         Del vago Eupili mio,
                                                                                                                                                                                                       Ecco al fin nel tuo seno
                                                                                                                                                                                                  M'accogli; e del natio
                                                                                                                                                                                                    Aere mi circondi;
                                                                                                                                                                                                               E il petto avido inondi.
Già nel polmon capace
                                                                                                                                                                                               Urta sè stesso e scende
                                                                                                                                                                                               Quest'etere vivace,
                                                                                                                                                                                                          Che gli egri spiriti accende,
                                                                                                                                                                                              E le forze rintegra,
                                                                                                                                                                                                           E l'animo rallegra.
Però ch'austro scortese
                                                                                                                                                                                                  Qui suoi vapor non mena:
                                                                                                                                                                                               E guarda il bel paese
                                                                                                                                                                                                      Alta di monti schiena,
                                                                                                                                                                                                      Cui sormontar non vale
                                                                                                                                                                                                   Borea con rigid'ale.
…»
Il chiaro legame del Parini con il comune di Cesana Brianza è descritto nel momento in cui si fa affermazione al Bel paese (Cesana Brianza appunto), da lui vagheggiato e contemplato dalla finestra della sua casa di Bosisio Parini.

## Territorio
Il territorio comunale di Cesana Brianza si estende tra i laghi di Pusiano e di Annone ed è posto sul versante meridionale del Monte Cornizzolo ("Cornizzola" o "Corniscioeula"), una delle numerose montagne appartenenti al Triangolo Lariano e geologicamente alle Alpi meridionali. Il territorio comunale è il risultato di continue trasformazioni geologiche. Difatti, il terreno non è ugualmente fertile e uniforme: tratti di terra di origine marina si affiancano ad altri di origine continentale e ad altri di origine glaciale o morenica.
L'agro cesanese presenta un terreno povero e permeabile reso fertile dalle continue opere di bonifica dell'uomo e perciò ormai produttivo di qualsiasi coltura. Fino a pochi decenni fa, il taglio del fieno, l'allevamento del bestiame, la coltivazione della vite e del gelso e, in scarsa misura, la raccolta dei cereali costituivano le risorse prevalenti del Comune, dimostrando la realtà agricola di Cesana Brianza. Oggi, invece, la massima produttività deriva dal settore dell'industria, mentre le colture agricole del gelso e della vite sono quasi interamente sparite, per questo la proprietà fondiaria estremamente frazionata serve ormai soltanto a garantire un po' di verde.
Particolarmente noto è il Parco Comunale "Roccolo" di Cesana Brianza, posto in una posizione collinare con una splendida vista sul lago di Pusiano.

## Origini del nome
Il toponimo Cesana deriva da Caesiana rura (oppure Caesiana Villa, domus, turris, colonia). Si può ritenere, dunque, che l'origine del nome deriverebbe da un aggettivo latino ottenuto dall'applicazione del suffisso  -ianus, -iana al nome gentilizio romano Caesius, appunto Caesiana. Il toponimo Cesana è molto diffuso in tutta Italia (Cesana Torinese, Cesana frazione di Varese Ligure, Cesana presso Feltre, ma anche Cisano Bergamasco, ecc).
In tutti questi casi, i nomi di località derivano da diversi possedimenti di famiglie della gente "Caesia", molto numerosa e potente soprattutto in epoca imperiale.
Il comune cambiò nome dal 1927 al 1955 quando venne accorpato al confinante comune di Suello, dando vita così al comune di Cesello Brianza.

## Storia
La storia di Cesana Brianza ha origini antiche risalenti all'antica Roma. Una prima documentazione di questo luogo risale alla celebre e antica Tabula Peutingeriana. Difatti, lo sviluppo della rete stradale agevolò il processo di romanizzazione della Pianura Padana, e proprio sul percorso di un'antica strada di epoca romana sorse il villaggio di Cesana. Questa via di comunicazione collegava le grandi strade della Venezia con la cosiddetta "Via del Reno", la quale portava fino in Germania nella regione dell'Alto Reno e dell'Alto Danubio passando per Como, per Chiavenna, per il passo dello Spluga e infine per Coira.
Cesana, in età longobarda, da semplice e comune postazione militare divenne un vero e proprio "castrum" o castello, dotata di torre di guardia e altri annessi edifici di difesa.
Durante le dispute tra Como e Milano, nel 1162 il paese vide la distruzione delle proprie mura difensive da parte dei milanesi. In quel periodo, il territorio costituiva un feudo concesso da Federico Barbarossa all'abate di San Pietro al Monte.
Durante il Ducato di Milano, il territorio fu infeudato dapprima ai Dal Verme, poi ai Fregoso e infine agli Sfondrati (di origine cremonese), durante la dominazione spagnola.
Da un punto di vista ecclesiastico, il paese fu per molti secoli compreso nella pieve d'Incino.
Dal 1927 al 1955 il comune di Cesana Brianza fu accorpato con Suello, dando vita al comune di Cesello Brianza allora appartenente alla provincia di Como. Il provvedimento replicò un analogo decreto emesso da Napoleone nel 1809 e in vigore fino al 1816.

### Simboli
Lo stemma di Cesana Brianza, adottato nel febbraio 1895 su progetto dell'editore Vallardi e ufficialmente concesso con decreto del presidente della Repubblica del 27 febbraio 2009, descrive le origini romane e le tradizioni medioevali di questo paese:
La presenza del biscione visconteo, probabilmente, allude al fatto che a Cesana l'arcivescovo Visconti aveva istituito il seminario di San Fermo, poi soppresso nel 1596 dal cardinal Borromeo.
Il gonfalone municipale è costituito da un drappo di azzurro.

### Antichissime casate gentilizie di Cesana
- I Cattaneo: famiglia di antica nobiltà, in particolare a Cesana i Cattaneo furono i Capitanei o Valvassori al servizio di Federico I il Barbarossa e dell'Abate di Civate. Erano dunque i comandanti della guarnigione militare del castello di Cesana, o più semplicemente i feudatari o signori del paese. Verso la metà del XV secolo, abbandonarono tutte le prerogative di comandanti militari e accettarono dall'Abate di Civate l'investitura di livellari dell'azienda agricola di Cesana denominata La Fontana, e da quel momento lasciarono l'amministrazione civile del comune ai Mauri e ai Gerosa. Leone Tettoni suggerisce anche la descrizione araldica dello stemma. Interzato in fascia: nel primo d'oro all'aquila di nero coronata d'oro; nel secondo d'azzurro a due conchiglie d'argento; nel terzo d'argento, ad una conchiglia d'azzurro. Lo scudo è posto in cuore all'aquila bicipite.[6]
- I Mauri: erano ghibellini originari del comune di Eupilio, si diffusero rapidamente in tutto il Ducato di Milano e in tutta Italia. I Mauri di Cesana ebbero sempre parte dominante nel governo del comune. Il loro stemma più antico è stato conservato fino a oggi nel Codice Carpani del Museo Civico di Como, ma verso la metà del XVI secolo, prevalse del medesimo stemma la forma semplificata, fino a che nella seconda metà del XVII secolo, si diffuse l'errata convinzione che i Mauri fossero originari dell'Africa, e allora i Mauri di Cesana e di Suello si affrettarono a elaborare un nuovo stemma conservato nel Codice Cremosano dell'Archivio di Stato di Milano e così descritto: Interzato in fascia: nel primo d'oro, all'aquila di nero, coronata dello stesso; nel secondo d'argento, al castello di rosso, merlato alla ghibellina, aperto e finestrato del campo, sormontato da una testa di Moro posta tra le due torri; nel terzo bandato di rosso e d'oro.[6]
- I Gerosa: famiglia di origine ghibellina, inseguiti dai Guelfi bergamaschi e costretti ad abbandonare la loro sede originaria in Valle Imagna, cercarono ospitalità in Brianza (tradizionalmente ghibellina) e in particolar modo a Cesana Brianza, dove ricoprirono costantemente cariche pubbliche. Il ramo principale di questa famiglia ebbe come ultima erede Maria Caterina Gerosa, fondatrice delle Suore di Carità. Lo stemma gentilizio della famiglia Gerosa è conservato nell'archivio della Casa Generalizia delle Suore di Carità e in termini araldici è descritto così: spaccato di verde, con braccio umano vestito di rosso e tenente un sacchetto, e d'azzurro, caricato di due stelle d'oro, con due fasce, una d"argento e l'altra d'oro attraversanti sul tutto.[6]
- Gli Stefanoni: famiglia aderente al partito dei Guelfi. Fu perseguitata dal signore di Milano Barnabò Visconti, ma il successore Gian Galeazzo Visconti le concesse l'amnistia e la riammise nel possesso dei suoi beni e diritti. Descrizione dello stemma conservato nel Codice Bonacina T 190 dell'Archivio Araldico Vallardi di Milano: d'oro al capriolo d'azzurro, caricato a tre stelle del campo a sei punte e con la cima tagliata dal campo d'argento, al gatto nero passante.

## Monumenti e luoghi d'interesse
- Chiesa parrocchiale di San Fermo, costruita probabilmente alla fine del IX secolo[6]. Difatti, la chiesa dei Santi Fermo e Rustico risulta elencata tra le dipendenze della Pieve di Incino fin dal XIII secolo, mentre in seguito passò alla Pieve di Villincino (Erba)[6]. Parrocchia della Diocesi di Milano, venne ricostruita agli inizi del XVII secolo in sostituzione di una precedente chiesa, quest'ultima originariamente a navata unica e in seguito ampliata con l'aggiunta di due navate laterali.[4] La chiesa fu consacrata nel 1615 dal cardinale Federico Borromeo.[4] Geograficamente è collocata nel centro abitato del comune in una posizione rialzata rispetto alla piazza che la ospita. La facciata è suddivisa in tre grandi parti e presenta in pietra a protezione del portale d'ingresso. L'interno della chiesa è suddiviso in tre navate da pilastri, quelle laterali si concludono con le rispettive cappelle dedicate al SS. Crocifisso e alla Madonna del Rosario. La navata centrale, invece, si conclude con l'arco trionfale e con le balaustre, che delimitano il presbiterio con mensa in marmi policromi centrale, ambone posizionato in corrispondenza della balaustra e altare maggiore in marmi policromi. È interessante ricordare che i Santi soldati Fermo e Rustico, di origine bergamasca, sarebbero stati uccisi il 9 agosto 304 per ordine dell'imperatore Massimiano a motivo della loro fede cristiana, infatti, oggi il 9 agosto è per i cesanesi festa patronale.[12]
- Santuario della Madonna del Carmelo ("Oratorio del Santisimo Rosaii" come recita l'iscrizione in pietra datata 1704 e posizionata sopra il portale d'ingresso). Originariamente l'Oratorio fu edificato per costituire la sede della Confraternita del Santissimo Rosario, costituita nell'anno 1592 nella parrocchia di Cesana con Suello. I membri, non avendo una vera e propria sede dove riunirsi, decisero di edificare a proprie spese l'edificio. Però, verso la fine del XVIII secolo, l'imperatore d'Austria Giuseppe II, Duca di Milano, dispose la soppressione nelle Parrocchie delle Confraternite esistenti. Il parroco di Cesana di allora, Carlo Alfonso De La Hoz, colse l'occasione per fare richiesta di "cambio d'uso" dell'edificio, da luogo di culto a casa a servizio dell'abitazione parrocchiale, anche se, continue suppliche da parte dei parrocchiani riescono a bloccare questa iniziativa. Pochi anni dopo, con l'ingresso a Milano di Napoleone Bonaparte e con la morte del parroco De La Hoz nel 1797, il popolo elegge il sacerdote Carlo Castelnuovo come nuovo parroco di San Fermo. In seguito alle requisizioni napoleoniche, anche l'Oratorio finisce nell'elenco dei molti beni ecclesiastici vacanti e il generale Giuseppe De La Hoz, nipote del parroco da poco defunto, chiede e ottiene l'acquisizione della chiesetta a mezzo di suo procuratore, Leone Viterbi. Dopo la morte del generale De La Hoz, l'oratorio di Cesana passa pienamente nelle mani del Viterbi, ma costui, senza indugi vende l'edificio al prezzo di mille lire ai signori milanesi Castelnuovo Giovan Maria e Conti Giuseppe Antonio. Essi però sono solo dei prestanome: il vero acquirente è il cesanese don Carlo Castelnuovo, fratello di Giambattista, vescovo di Como. La chiesetta è da questa data definitivamente assicurata ai parrocchiani cesanesi, che ne diventeranno proprietari per lascito ereditario. I signori Conti e Castelnuovo di Milano, divenuti i proprietari dell'Oratorio, vi portarono una statua da vestire e vollero che venisse abbigliata in figura di Madonna come quella che veneravano nella centralissima parrocchia milanese di Santa Maria del Carmine. Da allora, nella chiesa si impone l'antica Madonna del Carmelo. Nelle alterne vicende storiche del Santuario, il dato costante è la devozione popolare alla Vergine Maria. La festa liturgica della Madonna del Carmelo viene celebrata il 16 luglio.[13]

## Società[6]

### Evoluzione demografica
- 335 nel 1751
- 309 nel 1771
- 446 nel 1805
- 1 228 dopo annessione di Pusiano e Suello nel 1809
- 592 nel 1853
- 604 nel 1862[6]
- 790 nel 1901
- 1 807 come Cesello Brianza nel 1931
- 1 810 come Cesello Brianza nel 1936
- 2 074 come Cesello Brianza nel 1951
- 1 274 nel 1961, la popolazione attiva risultava di 516 persone: 31 lavoratori agricoli e 430 lavoratori dell'industria.[6]
- 1589 nel 1971[6]

Abitanti censiti

## Infrastrutture e trasporti
Fra il 1928 e il 1955 la località era servita dalla fermata Cesana-Bosisio, posta lungo la Tranvia Como-Erba-Lecco.